# 桐生高等工業学校
| 桐生高等工業学校 （桐生高工） | 桐生高等工業学校 （桐生高工） |
| ----------------------------- | ----------------------------- |
| 創立                          | 1915年                        |
| 所在地                        | 桐生市                        |
| 初代校長                      | 大竹多氣                      |
| 廃止                          | 1951年                        |
| 後身校                        | 群馬大学                      |
| 同窓会                        | 群馬大学工業会                |

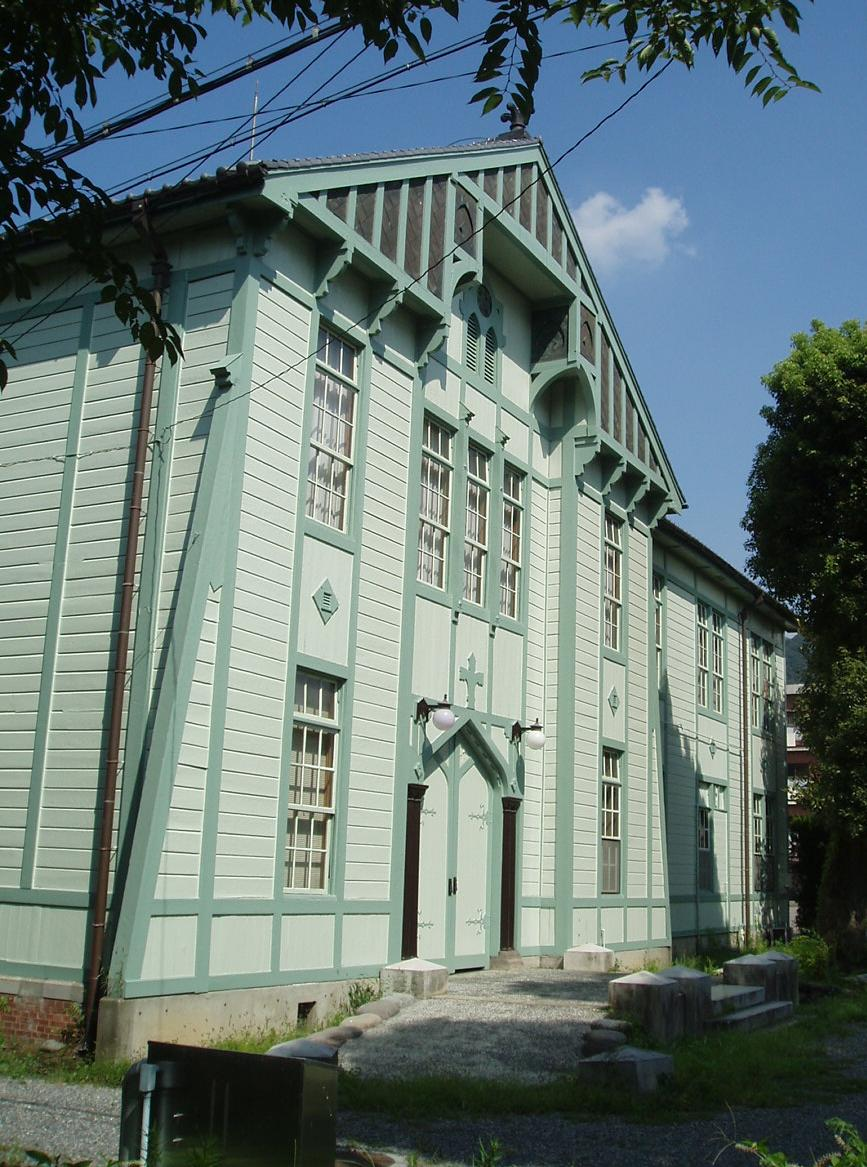
群馬大学工学部同窓記念会館（旧桐生高等工業学校本館・講堂の一部）。新山平四郎設計。1915年竣工。1972年現在地に移設

桐生高等工業学校（きりゅうこうとうこうぎょうがっこう）は、1915年（大正4年）創立の桐生高等染織学校が改称した旧制専門学校（実業専門学校）。略称は「桐生高工」。英語名称は「Kiryu Technical College」。

## 概要
- 1903年施行の専門学校令に基づき、1915年に国内唯一の官立高等染織学校（色染科・紡織科）として創立、後に改称して第8の高等工業学校となった[1]。北関東初の高等教育機関で、1918年策定の「高等諸学校創設及拡充計画」前に創立した産業立地型の実業専門学校の一つである[2]。初期の高等工業学校は染織、窯業、醸造等の在来産業でありながら大学には設置されなかった学科を設置する傾向があり本校もその一つである[3]。
- 修業年限3年（主に18-20歳）の全寮制で、経営工学の講義を行うなど合理化を説く一方で、修養団活動も盛んだった[4]。また、推薦入試や地方入試を当時から取り入れていた。
- 1934年に起こった昭和天皇誤導事件でも知られる。
- 第二次世界大戦中に桐生工業専門学校 （略称： 桐生工専） と改称され、学制改革で新制群馬大学工学部の母体となった。
- 新制高等学校である桐生工業高等学校は校名が類似するが別の学校である。しかし、桐生高等工業学校の教職員が設立に尽力するなど関係は深かった。
- 同窓会は 「群馬大学工業会」 と称し、新制 （工学部・理工学部出身者） 合同の会である。

## 沿革
明治政府は生糸から付加価値を高めた織物生産へ転換するために全国6都市（桐生、足利、米沢、京都、福井、富山)に模範撚糸工場を設置した。模範工場設置に伴い教育機関も必要となり、本校や京都高工、米沢高工、福井高工に繊維系学科を設置した。両毛地方の染織業の発展と海外輸出の邁進が設置目的で、設立にあたっては渋沢栄一から桂太郎首相への進言もあった。帝国議会では第八高等工業学校として審議され、桐生高等染織学校として公布された。先発する京都高工の美術的染織工芸教育に対して、本校では工業的染織技術教育を主とする方針であった。染色工業の基礎は化学であるため応用化学科の増設が設立当初から提案されていた。設立から5年後に応用化学科を増設し、学校の陣容が染織にとどまらなくなったことから桐生高等工業学校と改称した。
創立当時の桐生市は繊維業の最盛期で国内GDPの4分の1を占めたといわれ、初代校長大竹多氣は入学式において「當地には隨分青年を墮落せしむべき誘惑物が少なからぬやう認めらるゝ」と注意を促したほどに賑わっていた。水力発電による電力供給を受けて手織機工業から力織機工業に転換が始まった時期であり、本校の存在が群馬県の企業の機械化を大きく前進させる要因となった。地元産業に密着した実業専門学校のため、卒業生の多くは群馬県の代表的な企業やパブリックセクターに就職した。旧制高校とは違い完成教育であったが、大学への進学者数は全専門学校中1,2位であり、特に色染科と紡織科は全国の高等工業学校の中で最優秀と評価されていた。
二代目校長である西田博太郎は、異例といえる27年間という長きにわたり奉職し学生と寝食を共にした。このため、官立校でありながら「西田塾」の異名で知られ、学生に対し英国流の紳士の素養を求めた。また、技術者は管理・経営的な感覚を持つべきであるとして、染色化学関係の他に工場管理学や工場経営法など経営工学に関する講義を行うところも特徴だった。そのため卒業後に名古屋高等商業学校研究科に進む者もいた。
第二次世界大戦中の1944年、「桐生工業専門学校」と改称された。理科系である高工生は学徒出陣が猶予されていたが、武器・弾薬の設計、製造、修理を担当する技術者の養成を目的とした造兵科が設置され、また中島飛行機のお膝元でもあったため同窓の戦没者は429名を数えた。またこの時期には、横須賀から海軍航空技術廠材料部が疎開していた。
戦後の学制改革による新制大学への移行にともない、1949年、群馬師範学校・群馬青年師範学校・（旧制）前橋医科大学・前橋医学専門学校とともに新制群馬大学に包括されて同大学の工学部の母体となり、1951年に廃止された。

### 前史

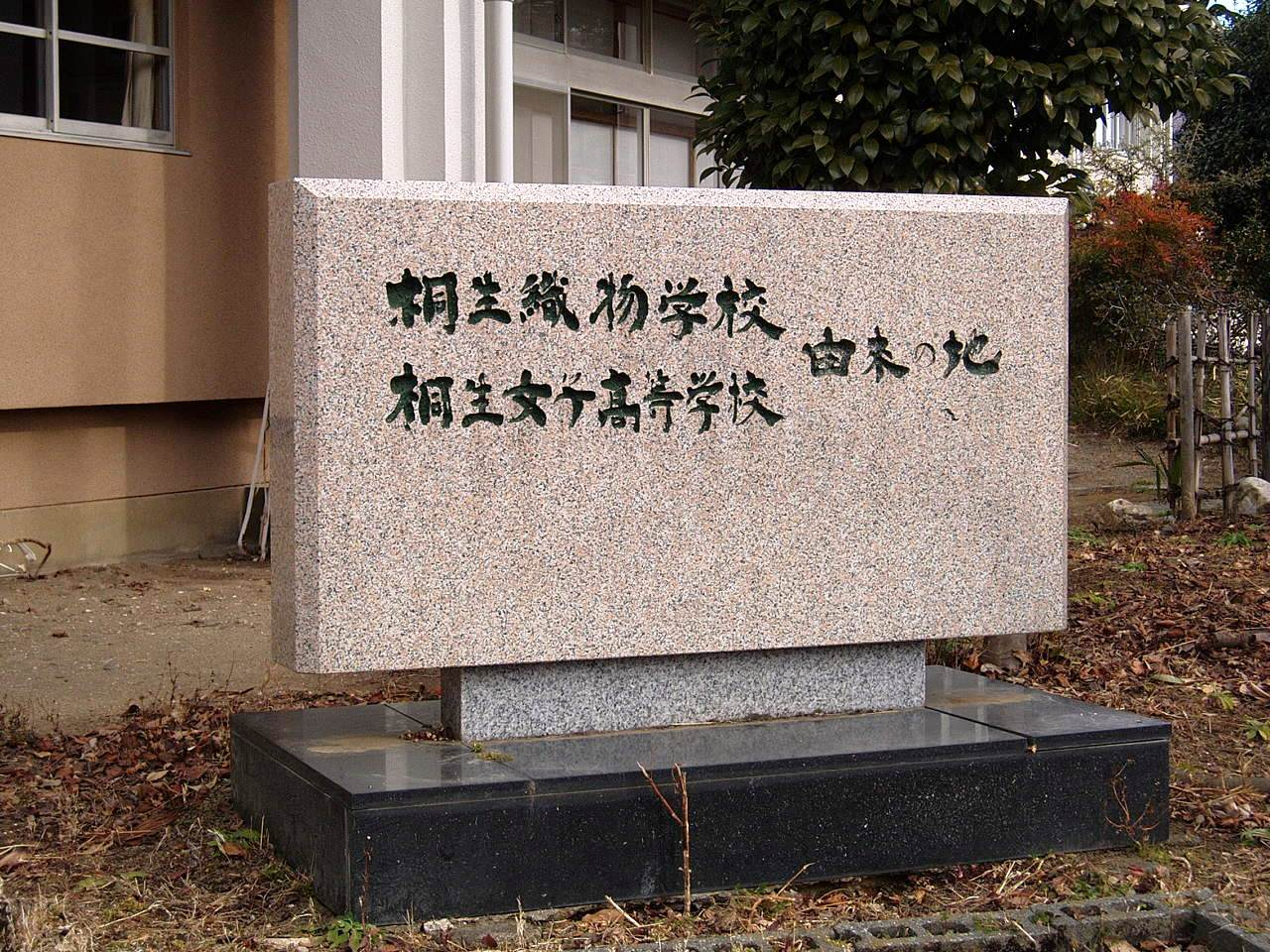
桐生織物学校跡の碑（桐生市仲町一丁目、桐生市青年の家敷地内）

- 1896年1月：徒弟学校規程による町立桐生織物学校設立認可（4月開校）。
- 1899年2月：町立桐生織物学校、実業学校となる（修業年限3年）。
- 1900年4月：町立桐生織物学校を群馬県桐生織物学校に改称。
- 1905年4月：県立伊勢崎染織学校を合併し群馬県立織物学校となる。
- 1907年：群馬県立織物学校、4年制（予科1年・本科3年）となる。
- 1909年12月：群馬県、県立織物学校の廃止を決定。
  - 県立工業学校を伊勢崎に統合し、高等工業学校誘致に注力のため。
- 1911年2月：第27回帝国議会、群馬県への高等染織学校設置建議を可決。
  - 群馬県、現金35万円及び土地15000坪を国に寄附。
- 1912年：県立織物学校在校生を県立工業学校に転入。
- 1913年3月：群馬県立織物学校、廃止。

### 桐生高等染織学校時代
- 1915年12月27日：桐生高等染織学校設置（勅令第235号）。
  - 本科（修業年限3年）に色染科・紡織科（紡績部・機織部）の2科を設置。
- 1916年4月10日：第1回入学式。
- 1919年3月：第1回卒業。開校式挙行。
  - この年、校歌制定（大須賀績作詞・萩原英一作曲『畏き大神忌屋に立たし』）。
- 1920年1月：本科に応用化学科を増設（4月開設）。

### 桐生高等工業学校時代

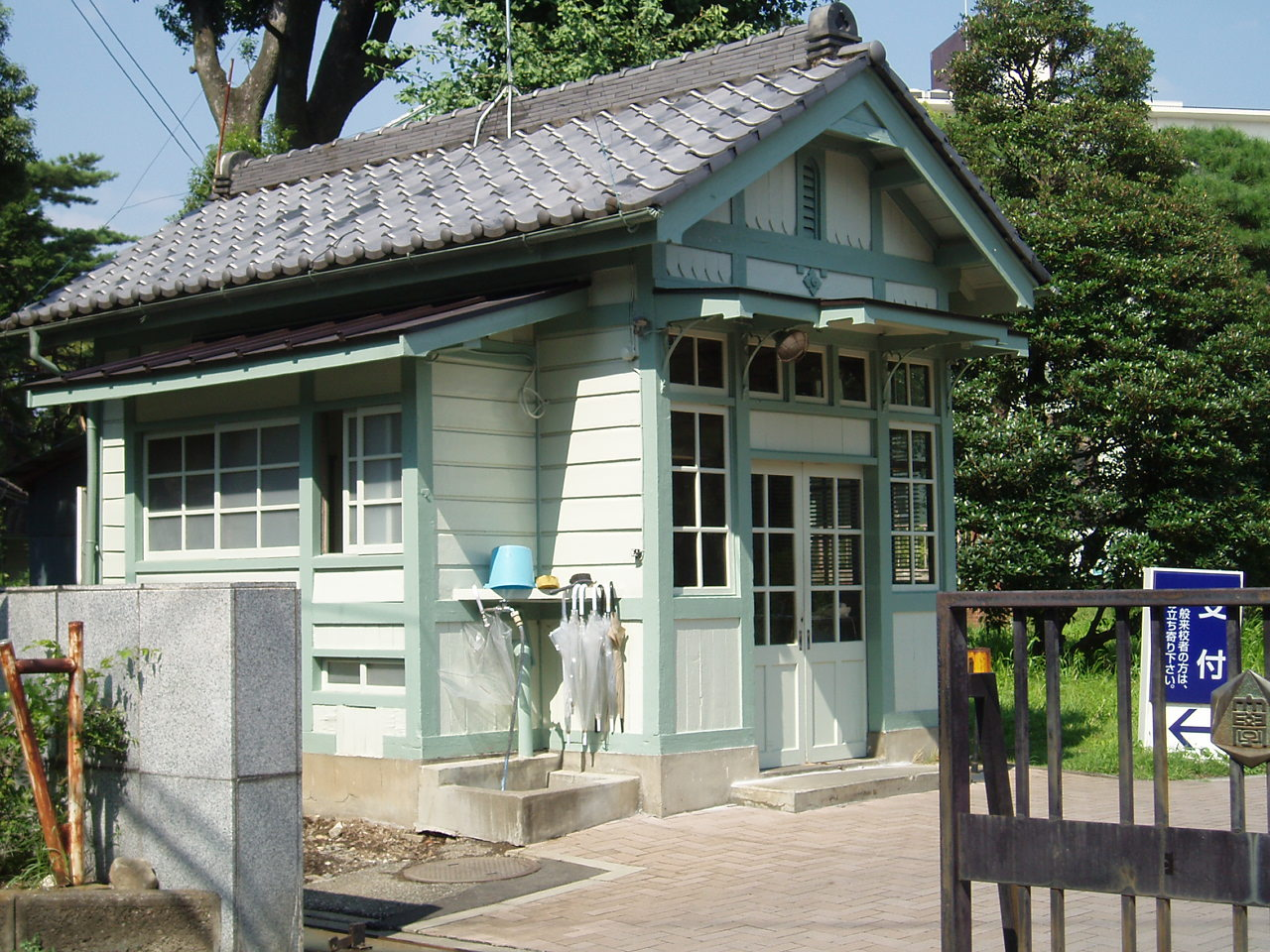
群馬大学工学部守衛所。1915年竣工

- 1920年3月29日：校名を桐生高等工業学校に改称。
- 1920年11月：新校歌制定（土井林吉作詞・弘田龍太郎作曲『関東八州』）。
- 1921年3月：同窓会設立。
- 1921年4月：附属工業補習学校（2年制）を附設。
  - 1923年3月：附属商工補習学校、1926年4月：附属商工専修学校と改称。
  - 6月、高工生を「学生」、補習校生を「生徒」と呼称。
- 1924年12月：寄宿舎全焼。
  - 1926年5月：新築落成。1937年2月：「啓真寮」と命名。
- 1925年6月：宇都宮高等農林学校と対校戦を開始。
- 1929年3月：本科に機械科を増設。
- 1931年2月：本科色染科を色染化学科と改称。別科（1年制、色染・機械）を設置。
- 1933年4月：同窓会、旧桐生織物学校卒業生（昶窓会）を客員として迎える。
- 1934年5月：県立桐生工業学校が隣接地に開校。
  - 高工校長らによる織物学校復活運動の成果。
- 1937年8月：臨時別科として工業技術員養成科（応用化学科）を設置。
- 1939年4月：臨時別科として機械技術員養成科（2年制夜間校）を設置。
- 1939年5月：本科に電気科を増設。
- 1943年3月：本科に造兵科を増設。
- 1943年4月：別科（色染化学・紡織・応用化学・機械）を休止。
- 1944年1月：臨時工業技術員養成科（機械科）を設置（4月入学）。

### 桐生工業専門学校時代
- 1944年4月：校名を桐生工業専門学校へ改称。
  - 設置学科改組：化学工業科（旧応用化学科+旧色染化学科）・機械科（旧機械科+旧紡織科）・電気科・火兵科（旧造兵科）。
- 1945年3月：附属商工専修学校を廃止。
- 1945年8月：終戦により、火兵科を機械科第三組に編入。
- 1946年3月：本科に紡織科・色染化学科を復活。
- 1949年5月：新制群馬大学の発足にあたり包括され、群馬大学工学部の母体となる。
- 1951年3月：旧制桐生工業専門学校、廃止。

## 歴代校長
- 初代＆創立者：大竹多氣（1916年1月8日 - 1918年7月死去）
  - 米沢高工校長と兼任（1917年8月18日まで）
- 第2代：西田博太郎（1918年8月 - 1945年11月19日[19]）
- 第3代：平田文夫（1945年11月19日[19] - 1951年3月）

## 著名な出身者
群馬大学の人物一覧を参照のこと。

## 校地の変遷と継承
創設時に群馬県から寄附された桐生市天神町の校地を廃止まで使用した。同校地は後身の群馬大学理工学部に引き継がれている。1915年竣工の旧制桐生高等染織学校講堂と本館の一部は、1970年に校地中央から正門脇に移設された。1998年には国の登録有形文化財に登録された。